# Matthew Gray (Bogenschütze)
Matthew Scott Gray (* 24. Juni 1973 in Yea) ist ein australischer Bogenschütze. Er nahm an den Olympischen Sommerspielen 1996 in Atlanta, 2000 in Sydney sowie 2008 in Peking teil. 

## Karriere
Matthew Gray begann das Bogenschießen im Alter von sieben Jahren. 1988 nahm er an den Junioren-Weltmeisterschaften teil und gewann Bronze. Gray verpasste die Qualifikation für die Olympischen Sommerspiele 1992 in Barcelona um einen Platz. Bei den Hallenweltmeisterschaften 1994 gewann Matthew Gray die Bronzemedaille. Bei den Olympischen Sommerspielen 1996 in Atlanta belegte Gray mit der Mannschaft den vierten Platz, im Einzel Platz 26. Bei den Olympischen Spielen in seinem Heimatland 2000 in Sydney konnte er im Einzel nur den enttäuschenden 36. Platz belegen. Mit der Mannschaft wurde er Zwölfter.
2010 gewann Gray bei den Commonwealth Games in Neu-Delhi die Goldmedaille im Teamwettbewerb mit dem Recurvebogen.